# كين والتر
كين والتر (بالإنجليزية: Ken Walter)‏ هو لاعب كرة قدم أمريكية أمريكي، ولد في 15 أغسطس 1972 في كليفلاند في الولايات المتحدة.

## وصلات خارجية
- كين والتر على موقع مرجع كرة القدم المحترفة.كوم (الإنجليزية)